# ضبط تلقائي

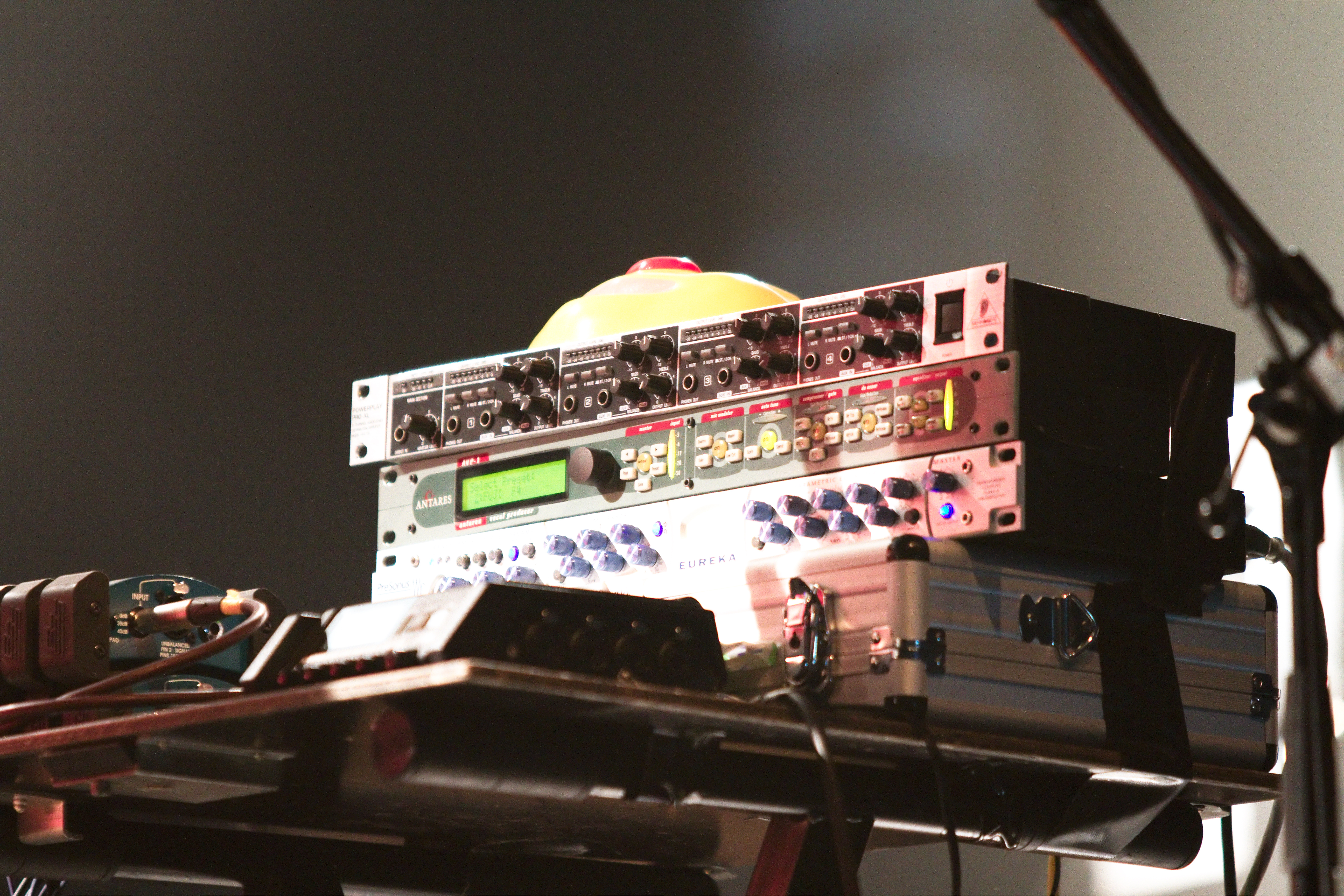
روت ثام على الهواء مباشرة في معرض اليابان 2010 (باريس ، فرنسا)

ضبط تلقائي (بالإنجليزية: Auto-Tune) أو (بالإنجليزية: autotune) هو معالج صوتي قدمته شركة أنتاريس لتكنولوجيا الصوت الأمريكية عام 1996. يَستخدم الضبط التلقائي جهازًا خاصًا لقياس وتغيير حدة الصوت في تسجيل وعروض الموسيقى الصوتية.
تعمل ميزة الضبط التلقائي، بدورها في تعديل وتغيير الأصوات، على مبادئ مختلفة من المشفر الصوتي أو صندوق التحدث وتُنتج نتائج مختلفة.

## وصلات خارجية
- أنتاريس – قارن بين إصدارات الضبط التلقائي (بالإنجليزية)
- ريان دومبال (10 أبريل 2006). "مقابلة: قضية نيكو". Pitchfork. مؤرشف من الأصل في 2007-05-01. –  النزاهة الفنية والضبط التلقائي (بالإنجليزية)
- راديو سي بي سي 1 كيو: البودكاست ليوم الخميس 25 يونيو 2009 إم بي 3 – توم مون عضو NPR عند الاستيلاء على الضبط التلقائي. (بالإنجليزية)
- "الضبط التلقائي" نسخة محفوظة 2 سبتمبر 2019 على موقع واي باك مشين., نوفا للعلوم الآن, بي بي إس, 30 يونيو 2009 (بالإنجليزية)
- مقابلة آندي هيلدبراند – مكتبة التاريخ الشفوي NAMM (2012) (بالإنجليزية)